# George Stephenson

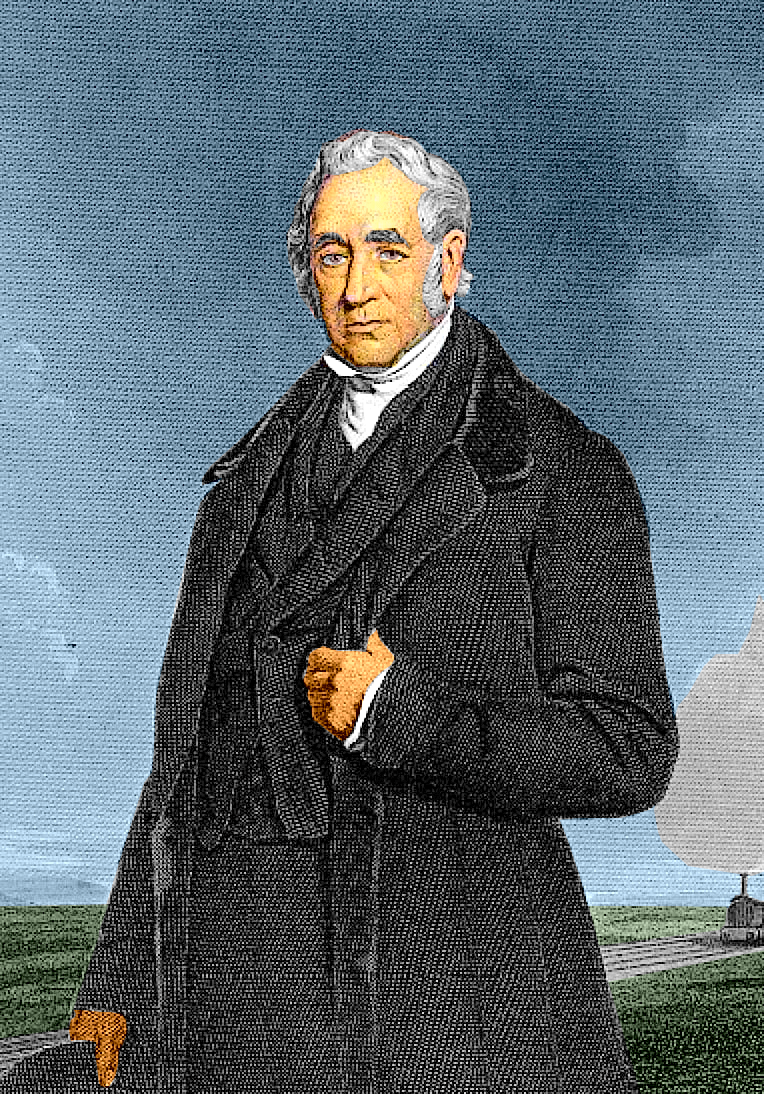
George Stephenson

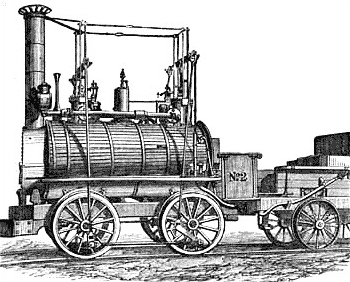
Lokomotive „Blücher“ von George Stephenson, 1814

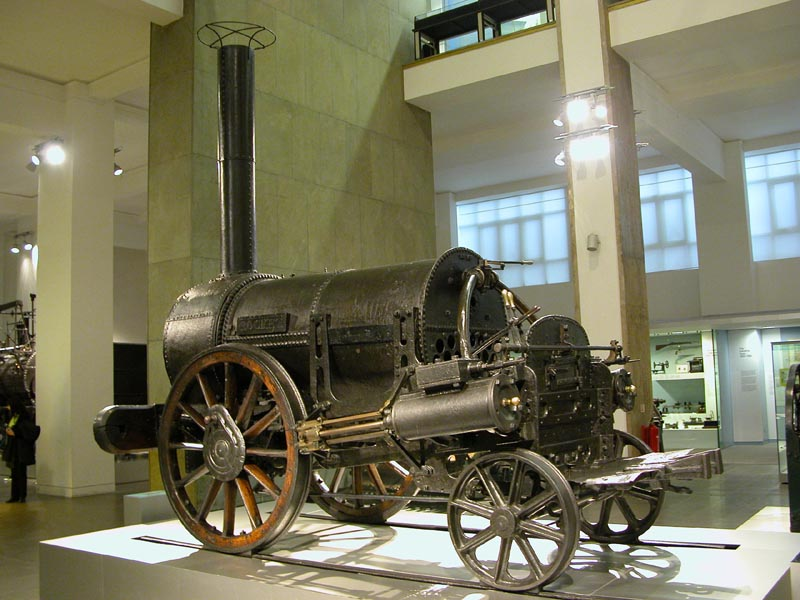
Lokomotive „The Rocket“ von George und Robert Stephenson von 1829 im Londoner Science Museum

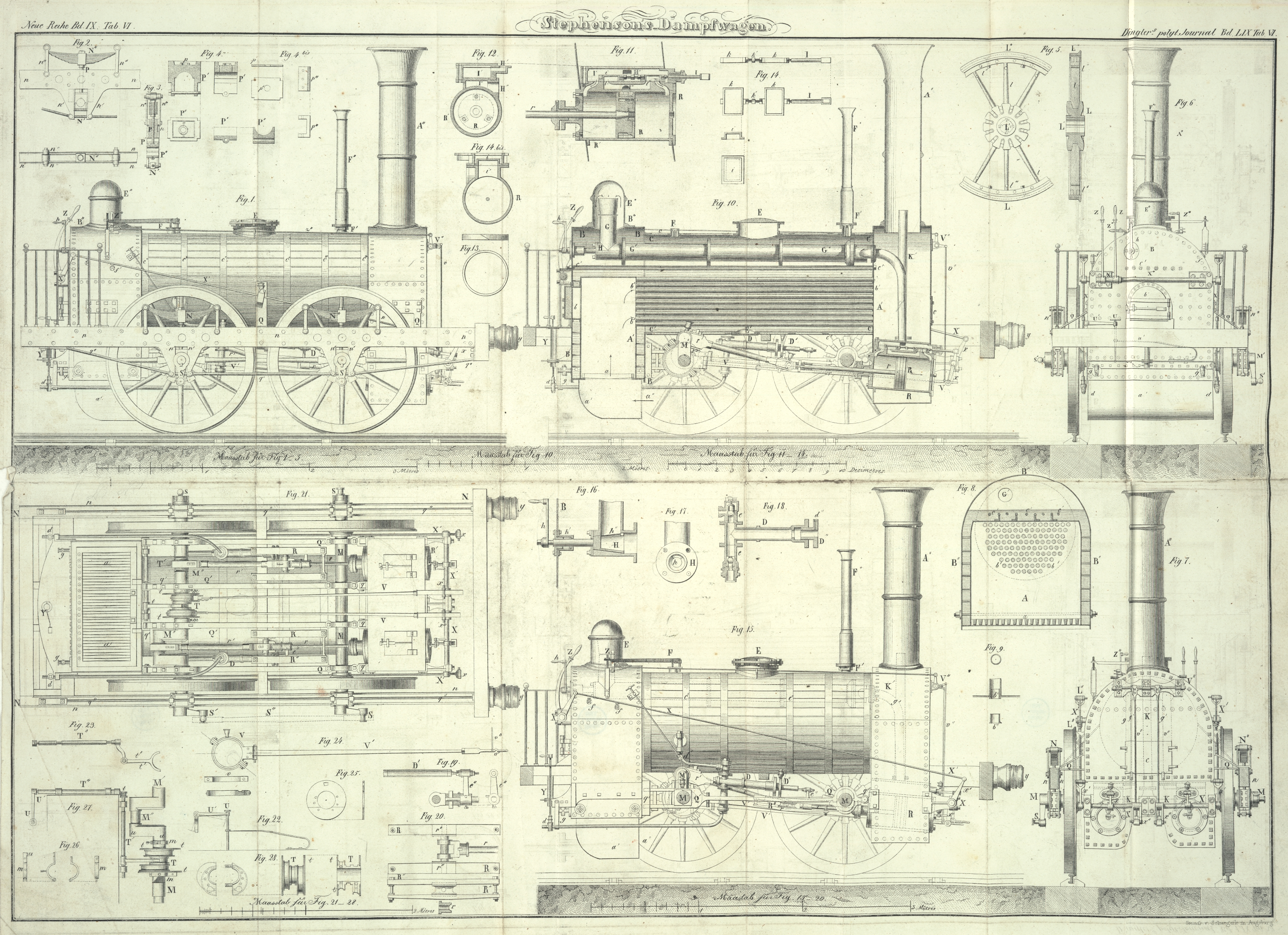
Zeichnung einer „Locomotivmaschine des Hrn. R. Stephenson“ von 1836

George Stephenson (* 9. Juni 1781 in Wylam bei Newcastle upon Tyne, Northumberland; † 12. August 1848 in Tapton House bei Chesterfield) war ein englischer Ingenieur und Hauptbegründer des Eisenbahnwesens. Er war Autodidakt und erwarb sich umfangreiche technische Kenntnisse.

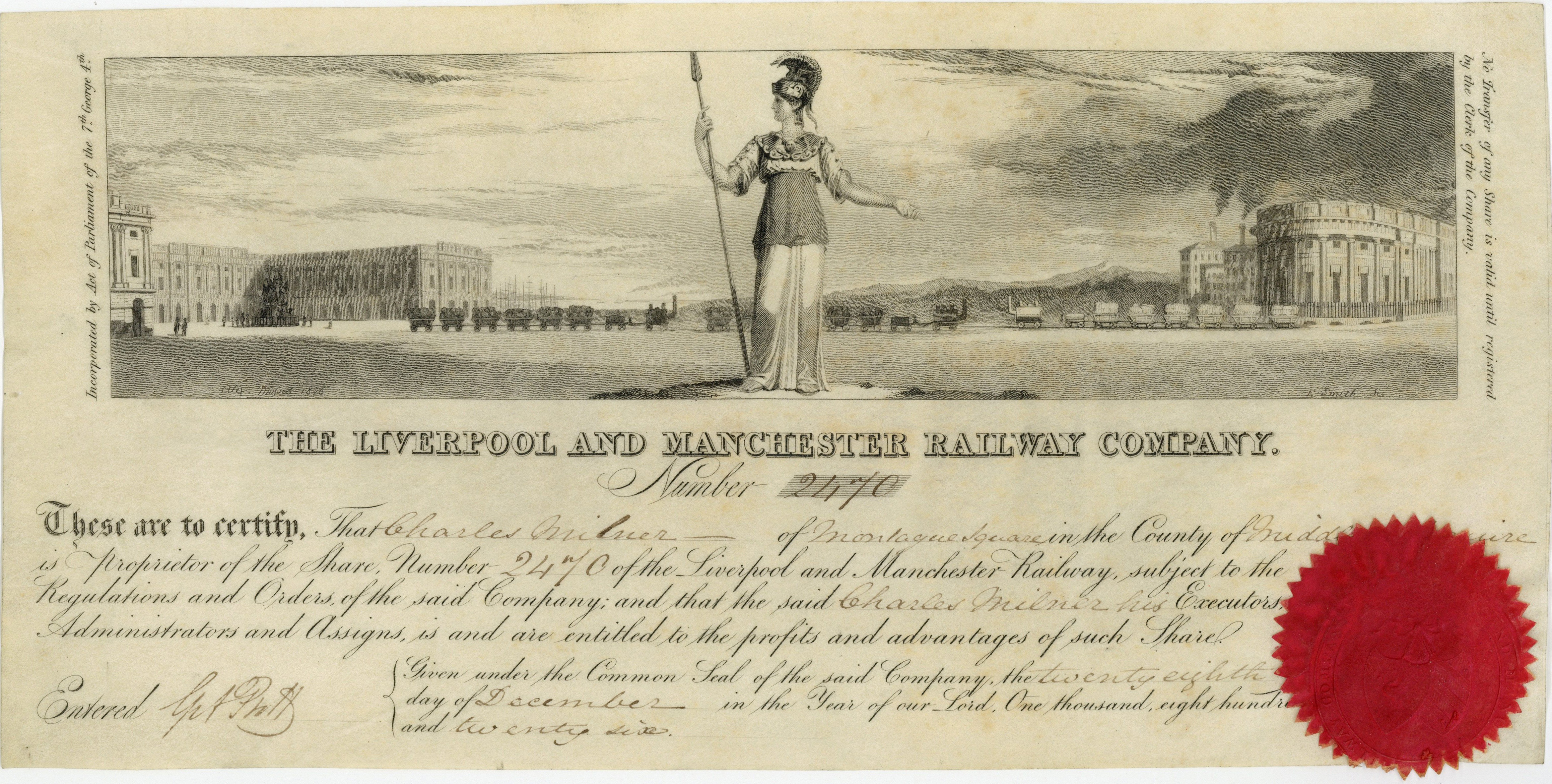
Gründeraktie der Liverpool and Manchester Railway Company, gedruckt auf Pergament, ausgegeben am 28. Dezember 1826. Die Grafik veranschaulicht die Verbindung zwischen Liverpool (links Liverpool Exchange) und Manchester (rechts Manchester Exchange) unter dem Schutz der Göttin Britannia. An den Umrissen der Lokomotiven erkennen wir George Stephensons berühmte „Locomotion“.

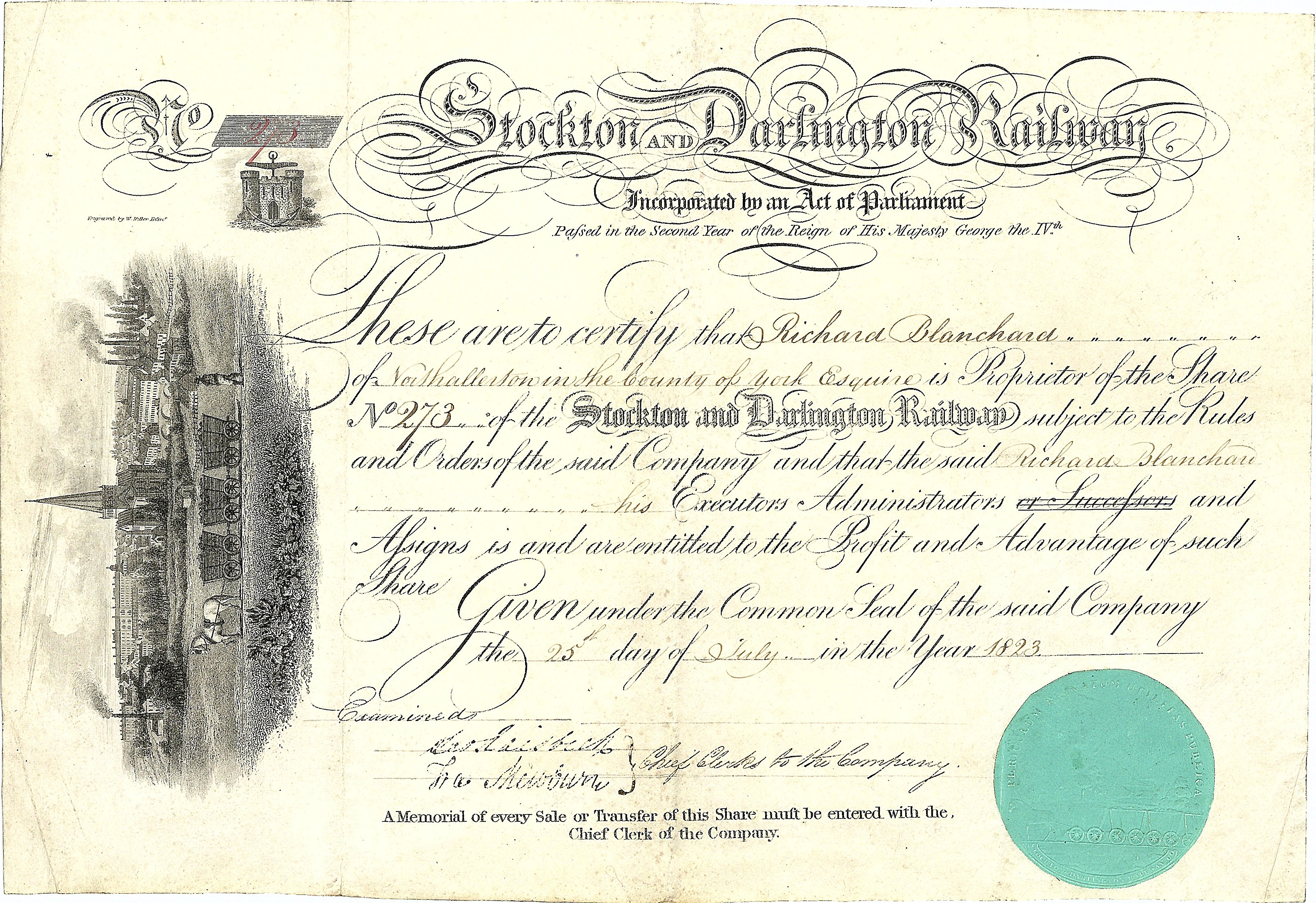
Aktie der Stockton and Darlington Railway Company, gedruckt auf Pergament, ausgegeben am 25. Juli 1823. Eine von nur drei in Privatbesitz befindlichen Gründeraktien der ersten Eisenbahngesellschaft der Welt, die eine mit Dampfkraft betriebene Lokomotive nutzte. Da zur Zeit der Gründung der Gesellschaft noch keine Dampflokomotive zur Verfügung stand, ist auf der Vignette noch der Transport mit einer Pferdeeisenbahn dargestellt.

## Leben
George Stephenson wurde als Sohn armer Eltern geboren. Mit 14 Jahren musste er bereits in einer Kohlengrube arbeiten. Seine erste Tätigkeit bestand in der Bedienung einer Dampfmaschine. Bei einem Unfall mit einer Dampfmaschine erblindete sein Vater. Dieser Unfall veranlasste Stephenson, sich intensiv mit den Dampfmaschinen zu beschäftigen. Bald wurde er im Nordosten Englands Maschinendoktor genannt. Er zeichnete sich durch die zweckmäßige Einrichtung eines Pumpenwerks aus. Er wurde Aufseher und leitete später die Kohlenwerke von Lord Ravensworth bei Darlington.
1803 wurde sein Sohn Robert geboren. Zwei Jahre später starb seine Frau. Trotz seiner relativ guten Stellung im Kohlenbergbau musste Stephenson Schuhe reparieren, um seinem Sohn die gute Schulbildung zu ermöglichen, die ihm selber versagt geblieben war. Zusammen mit seinem Sohn verbesserte er seine eigenen Kenntnisse im Lesen und Schreiben.
1814 baute er für die dort angelegte Eisenbahn eine Dampflokomotive, die über lange Zeit als die erste brauchbare Lokomotive angesehen wurde. Hierbei wurde verkannt, dass die erste Dampflokomotive, gebaut von Richard Trevithick 1802, nicht an der Lokomotivtechnologie, sondern an den gusseisernen Schienen der ursprünglichen Pferdebahn scheiterte, für die die Lok einfach zu schwer war. Tatsächlich waren zwei unter Trevithicks Lizenz von Matthew Murray 1812 gebaute Zahnradlokomotiven für die von John Blenkinsop geleitete Kohlenzeche zweiundzwanzig Jahre lang zur Zufriedenheit in Betrieb. 1813 baute William Hedley bereits seine „Puffing Billy“ für die Wylam-Zeche, die sich so gut bewährte, dass mehrere Lokomotiven dieses Typs gebaut wurden. George Stephenson war also nicht der Erfinder der Dampflokomotive, wohl aber der erfolgreichste Eisenbahnpionier des beginnenden 19. Jahrhunderts. Parallel mit Humphry Davy (Davysche Sicherheitslampe) erfand Stephenson eine Sicherheitslampe für Grubenarbeiter.
Unter der Leitung Stephensons wurde am 27. September 1825 zwischen Stockton und Shildon die erste öffentliche Eisenbahn der Welt eingeweiht. Seine „Locomotion“ wurde vor 38 Wagen gespannt, die teilweise mit Kohlen und Weizen beladen waren. Die meisten Wagen waren jedoch mit Sitzplätzen für ca. 600 Festteilnehmer versehen. Tags darauf begann der regelmäßige Betrieb mit dem Personenwagen „Experiment“, der jedoch noch über Jahre hinweg durch ein Pferd gezogen wurde. Auf dieser Strecke fuhren drei von Stephenson konstruierte Lokomotiven. Die Gleise hatten eine Spurweite von 4 Fuß 8½ Zoll (1435 mm, Normalspur).
Der Bau der Liverpool-Manchester-Eisenbahn 1829 begründete seinen Ruf für immer. Beim berühmten Rennen von Rainhill für die beste und schnellste Lokomotive dieser Bahn, welche ihr dreifaches Gewicht mit 10 englischen Meilen Geschwindigkeit in der Stunde ziehen sollte, ohne Rauch zu erzeugen, errang The Rocket von George Stephenson und seinem Sohn Robert den Preis, indem sie ihr fünffaches Gewicht zog und 14 bis 20 englische Meilen in der Stunde zurücklegte, also die gestellten Bedingungen weit übertraf. Dieser Erfolg war hauptsächlich der Einführung des Blasrohrs und des Röhrenkessels zuzuschreiben. Das Blasrohr verbesserte die Verbrennung, während mit dem Röhrenkessel eine größere Heizfläche zur Dampferzeugung erreicht wurde.
Von da an leitete Stephenson den Bau der bedeutendsten Eisenbahnen in England oder baute Maschinen für dieselben und wurde zu gleichem Zweck nach Belgien, Holland, Frankreich, Deutschland, Italien und Spanien berufen. Die erste deutsche Lokomotive Adler kam aus der in Newcastle-upon-Tyne errichteten Maschinenbauanstalt. Von 1847 bis 1848 war George Stephenson Präsident der Institution of Mechanical Engineers.
Er war zuletzt auch Eigentümer mehrerer Kohlegruben und der großen Eisenwerke von Claycross und starb am 12. August 1848 in Tapton House bei Chesterfield. Seine Statue wurde in Newcastle auf der Stephensonbrücke aufgestellt.
Sein einziger Sohn Robert Stephenson war ebenfalls Ingenieur. Dieser war Pate von Robert Baden-Powell, dem Gründer der Pfadfinderbewegung.

## Sonstiges
Aufgrund seiner Bedeutung für den Eisenbahnverkehr wurde die Straße mit der Hauptverwaltung des Personenverkehrs der Deutschen Bahn AG in Frankfurt am Main nach Stephenson benannt. Aus dem gleichen Grund heißt auch in Berlin eine noch im Bau befindliche Straße (Stand Juni 2023) George-Stephenson-Straße. Sie verläuft parallel zur Trasse der 2006 eröffneten Nord-Süd-Fernbahn, mit der die Deutsche Bahn erstmals in der Geschichte Berlins eine Nord-Süd-Verbindung realisieren konnte, die sich im nahe gelegenen Hauptbahnhof mit der Berliner Stadtbahn kreuzt und dort ein Umsteigen in Fernzüge ermöglicht, die auf der bereits seit 1882 bestehenden Trasse in Ost-West-Richtung fahren. Die George-Stephenson-Straße begrenzt das (ebenfalls noch im Bau befindliche) Quartier Heidestraße des in Teilen bereits fertiggestellten Neubaugebiets Europacity mit einem 550 Meter langen Bürogebäude entlang der Bahngleise  nach Westen und wird damit Postadresse für das „das längste Haus Moabits“.